# Flaga Szardży

Flaga Szardży jest prostokątna, o barwie czerwonej z białym obramowaniem o szerokości 1/4 wysokości flagi. Flagę przyjęto w 1820 roku, po podpisaniu traktatu z Wielką Brytanią.
Identyczną flagę posiada emirat Ras al-Chajma.